# میمورا
میمورا (به لاتین: Mimura) یک زیستگاه انسانی در سری‌لانکا است که در استان مرکزی (سری‌لانکا) واقع شده‌است.